# Tmesisternus unipunctatus
Tmesisternus unipunctatus là một loài bọ cánh cứng trong họ Cerambycidae.